# یوکو کونو
یوکو کونو (انگلیسی: Yuiko Konno؛ زادهٔ ۱۰ اکتبر ۱۹۸۰) بازیکن فوتبال است که در تیم ملی فوتبال زنان ژاپن بازی کرده‌است.